# Dziegciary
Dziegciary (biał. Дзегцяры; ros. Дегтяры) – wieś na Białorusi, w obwodzie witebskim, w rejonie brasławskim, w sielsowiecie Archemowce.
Mapa WIG podaje nazwę wsi jako Dziechciary.

## Historia
W dwudziestoleciu międzywojennym wieś i kolonia leżały w Polsce, w województwie nowogródzkim (od 1926 w województwie wileńskim), w powiecie brasławskim, w gminie Brasław.
Według Powszechnego Spisu Ludności z 1921 roku zamieszkiwało tu 213 osób, 197 było wyznania rzymskokatolickiego a 16 prawosławnego. Jednocześnie 209 mieszkańców zadeklarowało polską przynależność narodową a 4 białoruską. Było tu 37 budynków mieszkalnych. W 1931 wieś w 34 domach zamieszkiwało 196 osób, kolonię w 5 domach 21 osób.
Miejscowość należała do parafii rzymskokatolickiej w Dalekiem i prawosławnej w Brasławiu. Podlegała pod Sąd Grodzki w Brasławiu i Okręgowy w Wilnie; właściwy urząd pocztowy mieścił się w Brasławiu.